# Ангел Джамбазов
Ангел Стоянов Джамбазов е български юрист и политик от Българската комунистическа партия (БКП) и Българската социалистическа партия.

## Биография
Ангел Джамбазов е роден на 25 юли 1931 година в Елхово. Завършва гимназия в Асеновград, през 1951 година става член на БКП, завършва право в Софийския университет през 1957 година. Работи като адвокат в София между 1958 и 1963 година, а в периода 1965 – 1968 година учи в Академията за външна търговия в Москва, след което до 1971 година работи в търговското представителство на България в Малайзия.
След връщането си в България Джамбазов е чиновник в Министерството на правосъдието, като от 1977 до 1989 година е негов главен секретар. През 1990 година става заместник-министър и първи заместник-министър, а от септември до декември изпълнява длъжността министър на правосъдието в първото и второто правителство на Андрей Луканов. След 1991 година работи като адвокат.